# Jan van Hout (stadssecretaris)

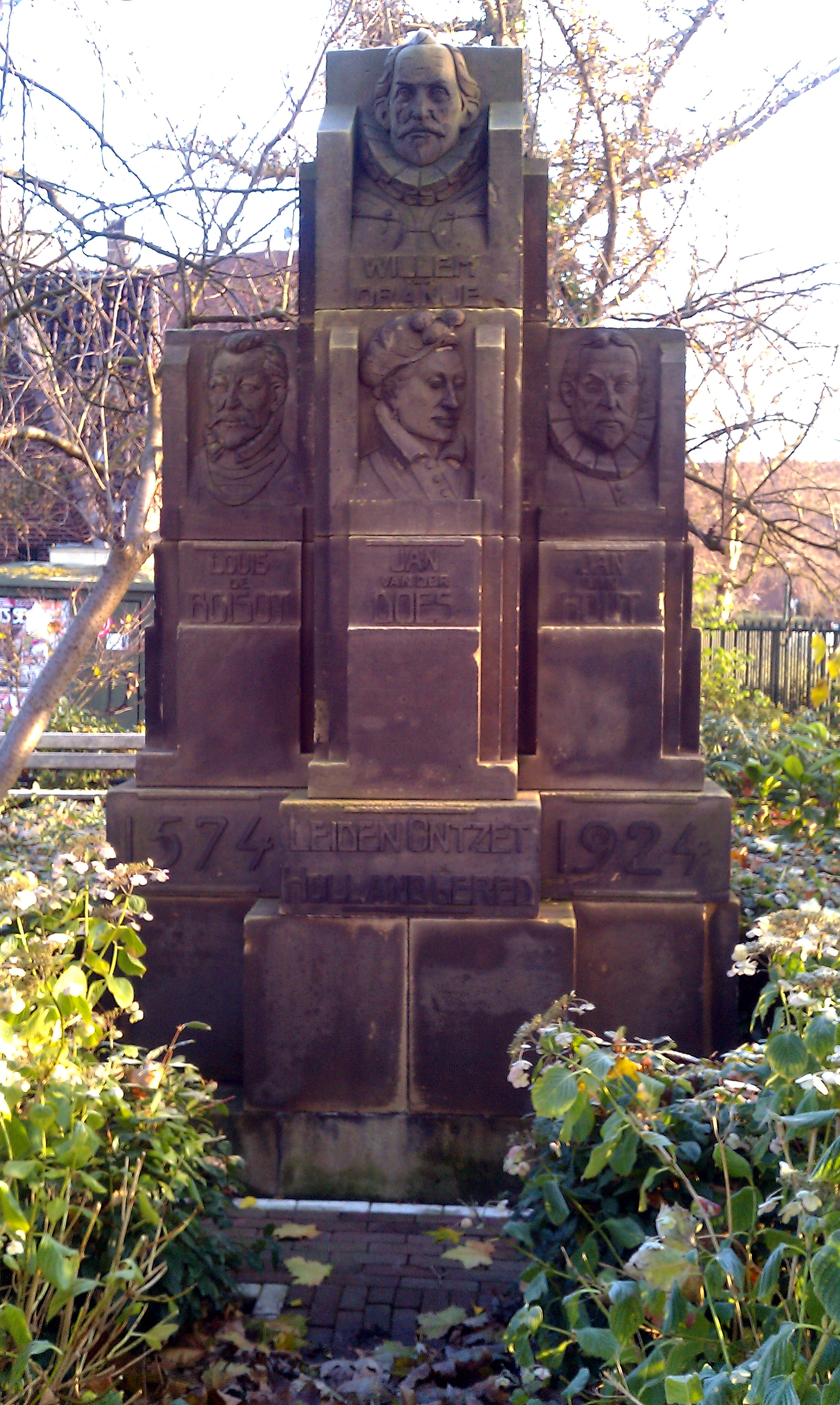
Monument voor Leidens Ontzet, aan het eind van de Jan van Houtkade te Leiden.
rechts: Jan van Hout

Jan van Hout (Leiden, 14 december 1542 – aldaar, 12 december 1609) was stadssecretaris van Leiden, secretaris van de universiteit, Nederlandstalig dichter en vernieuwer.

## Levensloop

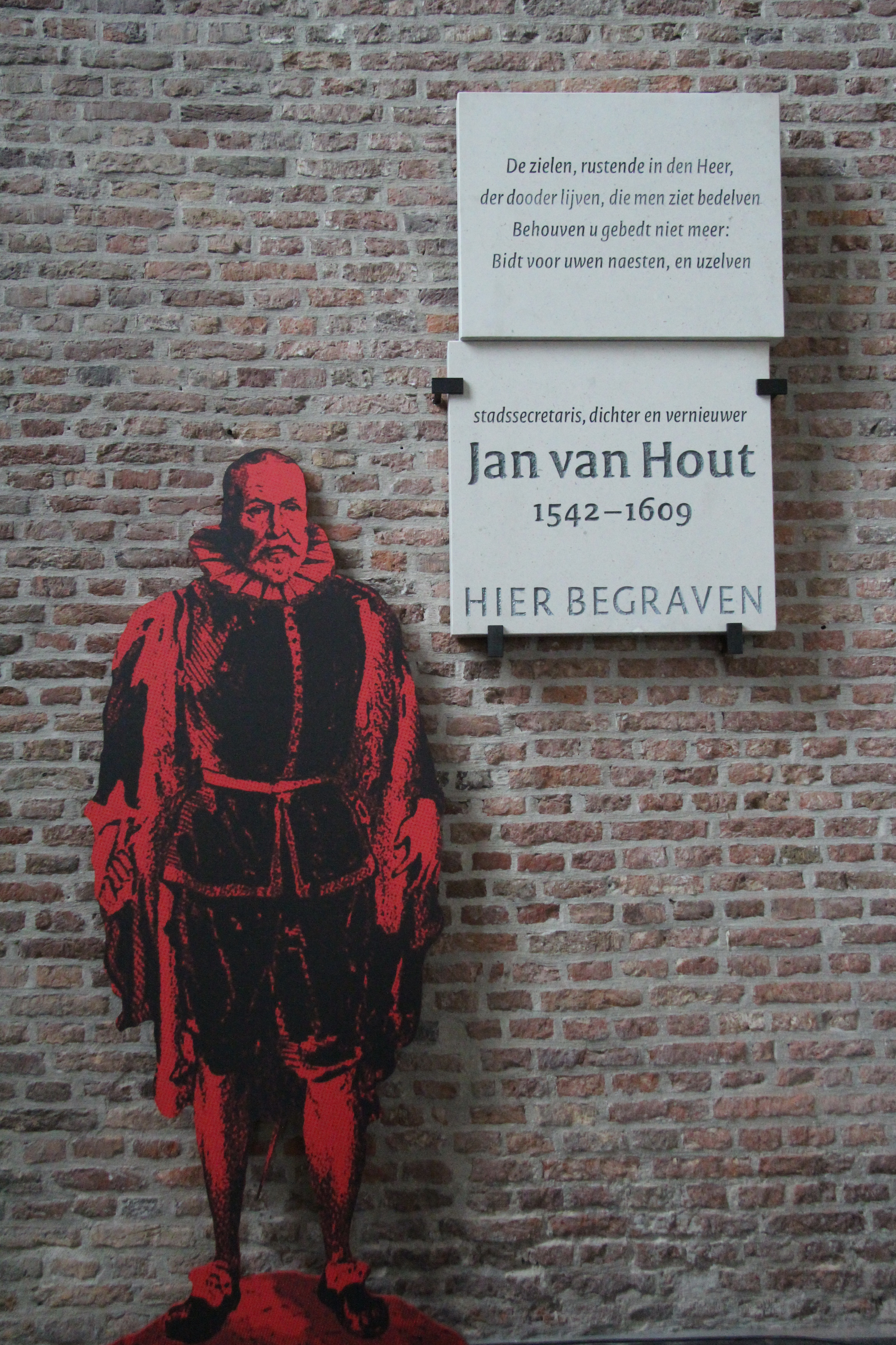
Gedenkteken Jan van Hout in de Pieterskerk te Leiden.

Jan van Hout was stadssecretaris van Leiden van 1564 tot zijn dood in december 1609, met een onderbreking in de jaren 1569-1573. Deze begaafde man heeft op velerlei gebieden een belangrijke rol gespeeld ten voordele van zijn vaderstad. Niet alleen de vorming, het behoud en de inrichting van de Leidse bestuursarchieven hebben alles aan hem te danken, ook de armenzorg werd door hem voortvarend en doelmatig gereorganiseerd in een poging om de criminaliteit en het parasitisme een halt toe te roepen. Hij betoonde zich een groot voorstander van immigratie: hij trok doelbewust bekwame vaklieden uit Vlaanderen en de Waalse gebieden aan om de Leidse textielindustrie grondig te moderniseren.
In 1562 werd hij benoemd tot klerk van de Leidse secretarie. Onder Alva werd hij in 1569 uit zijn functie van stadssecretaris ontslagen, omdat hij zich gemengd zou hebben in de rellen ten tijde van de Beeldenstorm. Met vrouw en kinderen trok hij toen naar zijn schoonfamilie te Zoutleeuw (bij Sint Truiden). Na zijn terugkeer uit ballingschap legde hij op 28 maart 1573 de eed af als notaris. In mei 1573 vergezelde hij Pieter Adriaansz. van der Werff als diens secretaris en penningmeester op rondreizen om geld te werven voor Oranje en de Opstand. Pas op 9 augustus 1573 werd hij in zijn oude functie van stadssecretaris hersteld.
Tijdens het beleg van Leiden raakte hij nauw bevriend met Janus Dousa, heer van Noordwijk en stadscommandant, wiens rechterhand hij was. Samen met Jacob van der Does, Dousa's oom, behoorden ze - anders dan de wankelmoedige burgemeester Pieter Adriaansz. van der Werff - tot de kleine groep onverzettelijken, die weigerde in te gaan op alle aanlokkelijke voorstellen van de Spaanse vijand om de stad over te geven. Voor Van Hout en vele Leidenaars was dit de belangrijkste periode in hun leven. Van Hout heeft zich dan ook zeer veel moeite getroost om na het Leidse ontzet op 3 oktober 1574, de herinnering aan de wonderlijke redding van zijn stad levend te houden. Zo schreef hij op 2 december 1575 het gedicht 'Vruntschap' in Dousa's album amicorum, waarin hij een scherp onderscheid maakt tussen valse, kortstondige vriendschap en echte, duurzame vriendschap, die tot stand komt in tijden van beproeving. Door een gespecialiseerde kunstenaar was zijn bijdrage verlucht met een kleurige omlijsting van grotesken, figuurtjes en allerlei attributen uit die bezettingsperiode, waaronder de oudste gedocumenteerde afbeelding van de Nederlandse vlag.
Vanaf het ogenblik dat Leiden economisch overeind begon te krabbelen organiseerde hij in oktober 1578 een tiendaagse jaarmarkt ter herdenking aan het ontzet, dat hij overigens uitsluitend aan goddelijk ingrijpen toeschreef. De 3 oktoberviering zou vervolgens de belangrijkste Leidse feestelijke traditie worden.

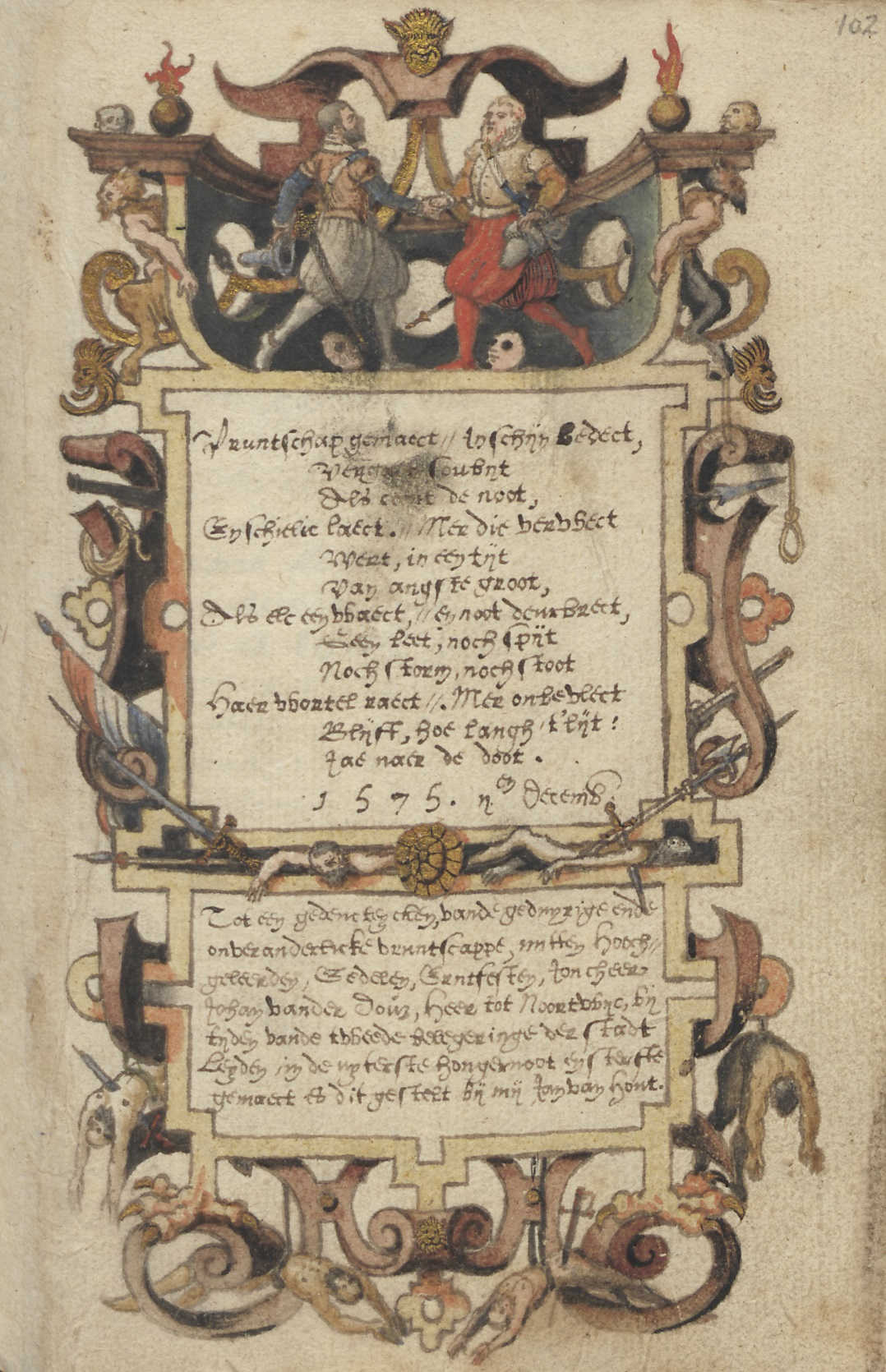
Gedicht 'Vruntschap' van Jan van Hout in het 'vriendenboek' van Janus Dousa (1575)

Tijdens die jaarmarkt voerden de schutters historische schijngevechten uit met de Spaanse vijand. Ook richtte Van Hout bij die gelegenheid een dichtwedstrijd in, waarop rederijkers uit Holland, Brabant, Vlaanderen en Zeeland voordroegen uit hun werk met als thema het beleg en ontzet. Het populairste Nederlandse stuk in de zeventiende en achttiende eeuw werd Belegering ende het ontset der stadt Leyden van Reinier Bontius. In de periode 1645-ca.1850 zijn daarvan 110 edities bekend. Het stuk was ook buiten Leiden populair en heeft geregeld in de Amsterdamse Schouwburg repertoire gehouden. In mei 1596 organiseerde Van Hout een groot rederijkersfeest ter voorbereiding van de loterij van augustus. De opbrengst van de loterij was bestemd voor de verbouwing van het Sint-Catharinagasthuis (op de plek waar nu de Stadsgehoorzaal in de Breestraat staat). Voor die gelegenheid schreef Van Hout zijn beroemde loterijspel, dat in 1998 is uitgegeven.
Van Hout was secretaris van de universiteit en secretaris van het dagelijks bestuur (College van Curatoren) tot 1594. In die functie was hij opnieuw de rechterhand van Janus Dousa. Van Hout is verantwoordelijk geweest voor de organisatie van de allegorische optocht waarmee de universiteit op 8 februari 1575 werd geopend. De inrichting van de universiteitsbibliotheek en het aantrekken van een academiedrukker kwam grotendeels voor zijn rekening.
Van Hout had zich tijdens zijn ballingschap in de periode 1569-1573 kennelijk zelf bekwaamd in het drukkersvak. Hij zou niet rusten tot hij in 1577 een eigen pers op het stadhuis kon installeren, zodat de ordonnanties die hij als stadssecretaris van de pui van het stadhuis moest afkondigen, foutloos zouden worden gedrukt. De gemaakte kosten moest hijzelf voorschieten.
Hoewel afkomstig uit een relatief bescheiden milieu voelde Van Hout zich goed thuis in het humanistenmilieu dankzij zijn heldere verstand, eigen scholing, praktische zin en ongebreidelde werkkracht. Het renaissance-ideaal om het gebruik van de moedertaal te propageren hing ook Van Hout aan. Hij eiste van zijn klerken een helder en zuiver Nederlands. Bij de opening van het Statencollege in 1592 verlangde hij van de aankomende theologen - die zich bekwaamden in Hebreeuws, Grieks en Latijn - dat ze zich ook zouden bekwamen in het Nederlands. Anders konden ze later hun gemeente niet goed bedienen.
Als literator propageerde hij ook de nieuwe versificatie, vermoedelijk door toedoen van F. Marnix van St. Aldegonde. In 1578 werd een voormalige altaarsteen op de gevel van het stadhuis aangebracht, schuin onder zijn werkkamer, met een gedicht van Van Hout. Daarop stonden accentverzen (trocheïsch en jambisch) gebeiteld ter herinnering aan het beleg en ontzet. Dit soort verzen in de nieuwe metriek was voor veel dichters van buiten Leiden een openbaring. Nieuw was ook dat een Nederlandse tekst in het publieke domein verscheen in italiek en romein, lettertypes die normaal werden gereserveerd voor teksten met eeuwigheidswaarde in het Latijn.
Bij de Sint-Jeroensbrug over de Vliet in het Rapenburg, de plek waar de geuzen op 3 oktober 1574 haring en brood uitdeelden aan de hongerige Leidse bevolking, is een steen ingemetseld met een gedicht van Van Hout. Van Hout vertaalde psalmen, een gedicht van Horatius en een blijspel van Plautus. In mei 1585 schreef hij de oudst bekende vertaling van een van de Essais van Michel de Montaigne. In zijn eigen tijd publiceerde Van Hout een aantal gedichten en liederen in zijn eigen Der stadt Leyden Dienst-bouc (1602). Het voorwerk van Lipsius' Twee boecken vande standtvasticheyt (1584) bevat een gedicht van zijn hand. Het merendeel van zijn werk bleef helaas in handschrift en is daardoor niet overgeleverd. Wat resteert is wat kladwerk in het Regionaal Archief Leiden.
Op godsdienstig gebied was Van Hout voorstander van een protestantse, brede publieke kerk, die door wereldlijke overheid beschermd en gecontroleerd zou worden. Daardoor kwam hij geregeld in bitter conflict met de bevindelijken onder de calvinisten. Samen met Dousa zorgde hij ervoor dat aan de universiteit, waar calvinistische predikanten werden opgeleid, ook rooms-katholieke en joodse studenten werden toegelaten. Op Van Houts verzoek schreef zijn vriend Dirck Volkertsz. Coornhert in 1579 een Justificatie, waarin de steile calvinisten de oren werden gewassen. Dat werd direct gevolgd door een acte die Van Hout op 5 april in twee kerken proclameerde, waarbij de hele kerkenraad van overheidswege werd vervangen door onder anderen Pieter Adriaensz. van der Werff en Van Houts eigen vader, Cornelis Meesz. Geen wonder dat Van Houts dominante gedrag hem tijdens zijn leven en tot ver na zijn dood vele vijanden opleverde.
Van Hout werd in de Pieterskerk begraven bij de laatste muurpijler tegenover de Muskadelsteeg. Zijn grafschrift luidde: De zielen, rustende in den Heer, der dooden lijven, die men ziet bedelven, behouven u gebedt niet meer: Bidt voor uwen naesten en uzelven. Zijn graf was in de tweede helft van de 19e eeuw al niet meer bekend. Op initiatief van de Vereniging Jan van Hout is op 25 april 2013 een nieuw gedenkteken in de Pieterskerk onthuld. Het monument is ontworpen door Jan Kleingeld.

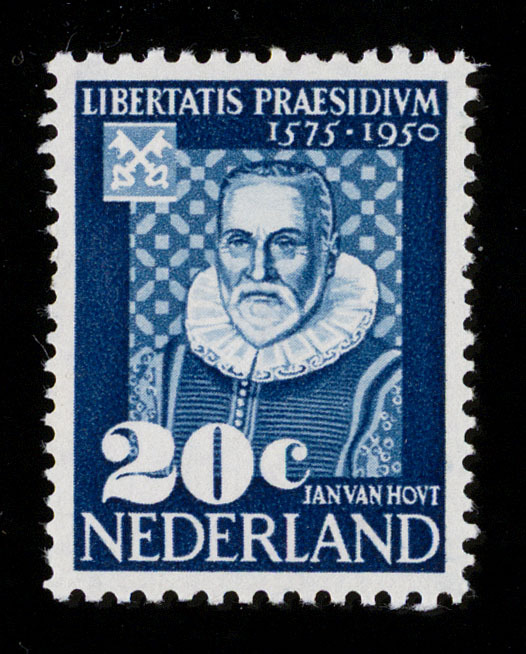
Jan van Hout (postzegel 1950)

In Leiden herinnert aan hem nog de benaming van de Jan van Houtbrug, gebouwd in 1923, en de Jan van Houtkade. In 1988 werd de Vereniging Jan van Hout opgericht, een vriendenvereniging van het Regionaal Archief Leiden. In mei 1995 werd door de Stichting Tegen-Beeld Van Houts gedicht Vruntschap, dat hij in 1575 schreef in het album amicorum of 'vriendenboek' van Janus Dousa, aangebracht op een gevel in de 3 Octoberstraat.
De gemeente Leiden kent de Jan van Houtpenning (in 1968 ontworpen door Frans de Wit) als een gemeentelijke onderscheiding voor ambtenaren die zich gedurende een lange reeks van jaren hebben onderscheiden door bijzonder toewijding aan hun taak.

## Werken
Van Jan van Hout is een album amicorum bewaard gebleven, het Vrunt-buuc (Vriendenboek), dat door Van Hout in 1578 met een eigen sonnet werd geopend, en tot 1583 door 25 vrienden werd aangevuld, onder wie Dirck Volckertsz. Coornhert, Janus Dousa, Jan Cornets de Groot (de vader van Hugo), Justus Lipsius, Christoffel Plantijn en Roemer Visscher. Het werd in facsimile uitgegeven met uitgebreide toelichting in 2009.
- Het gedicht 'Vruntschap' als albumbijdrage voor Janus Dousa (1575)
- Tot het gezelschap ende de vergaderinge der gener, die hem in de nieuwe universiteyt der stad Leyden ouffenende zyn in de Latynsche of Neder-duytsche poëziën (1576)
- Rederijkerskaart 1577 (1577)
- Steen voor het Leidse stadhuis (1577-1578)
- Openingsgedicht Album Amicorum (1578)
- Opdracht aan Broer Cornelis (1578)
- Rederijkerskaart 1578 (1578)
- Liedt op de Standtvasticheyt (1584)
- Onrijmich vreuchden-liedt (1594)
- Loterijspel (1596)
- Verzen voor de Leidse loterij en de rederijkerswedstrijd van 1596 (1596)
- Steen voor het Leidse stadhuis (1597-1598)
- Loff-sang op 't verlossen vande Burch Graven (1602)
- Opt ontset van Leyden. Lofsang (1602)
- Der stadt Leyden Dienst-bouc (1602)